# Ультразавр
Ультразавр (Ultrasaurus tabriensis) — ящеротазовий динозавр, що жив у крейдяному періоду, 110—100 млн років тому. Вид описаний по решткам ліктьових кісток, що знайдені у відкладеннях формування Gugyedong у Південній Кореї. Крім того знайдені рештки верхньої частини передпліччя і кількох хребців. При чому плечову кістку прийняли за стегно, крім того автори перебільшили передбачувані розміри всього динозавра.
Вид часто путають із Ultrasauros, динозавром, чиї рештки знайдені у США і який вважається синонімом Supersaurus.